# Bjuringen
Bjuringen är en sjö i Skara kommun i Västergötland och ingår i Göta älvs huvudavrinningsområde. Bjuringen ligger i Höjentorp-Drottningkullen Natura 2000-område. Bjuringen är en fiskesjö och i sjön finns öring, karp, gädda, abborre, mört, sutare, färna, brax, löja och sarv.